# Крістіан Пандер
Крістіан Пандер (нім. Christian Pander, нар. 28 серпня 1983, Мюнстер) — німецький футболіст, що грав на позиції лівого захисника за клуби «Шальке 04» та «Ганновер 96», а також національну збірну Німеччини. Відзначався потужним ударом з лівої ноги, зокрема був відомий як виконавець штрафних ударів. Значну частину кар'єри був змушений пропустити через численні травми та їх рецидиви.
Володар Кубка Німеччини.

## Клубна кар'єра
Народився 28 серпня 1983 року в місті Мюнстер. Вихованець футбольної школи клубу «Шальке 04». З 2003 року почав грати за другу команду, а наступного року дебютував в іграх за основу гельзенкірхенського клубу. Відразу став основним лівим захисником команди і в сезоні 2004/05 провів 24 гри у Бундеслізі. Утім у квітні 2005 року отримав важку травму коліна, через яку пропустив не лише завершення сезону, але й наступний сезон. Повернувся до гри лише у листопаді 2006 року, а вже за два місяці порвав зв'язку на тренуванні і знову до березня 2007 залишився поза грою. Перед сезоном 2007/08 Пандер подовжив свій контракт із клубом до 2011 року, утім за ці чотири роки контракту провів лише 38 матчів у Бундеслізі, оскільки більшу частину часу відновлювався від травм та їх рецидивів, зокрема повністю пропустивши сезоном 2009/10.
Влітку 2011 року, по завершенні контракту із «Шальке» на правах вільного агента уклав контракт із клубом «Ганновер 96». У новій команді відразу став основним гравцем на лівому фланзі захисту, провівши 29 гри у чемпіонаті в сезоні 2011/12. Утім згодом гравця знову почали переслідувати травми і за наступні три сезони він додав до свого активу лише 34 виходи на поле у чемпіонаті. Після завершення контракту з «Ганновером» влітку 2015 року деякий час лишався без клубу, а наступного року у віці 32 років офіційно оголосив про завершення кар'єри. 

## Виступи за збірну
2007 року дебютував в офіційних матчах у складі національної збірної Німеччини, відзначивши свій дебют у національній команді переможним голом у товариській грі зі збірною Англії (фінальний рахунок 2:1). Того ж року провів свою другу і останню гру за збірну.

## Титули і досягнення
- Володар Кубка Німеччини (1):

«Шальке 04»: 2010-2011